# Distretto di Cura Mori
Il distretto di Cura Mori è uno dei nove distretti della provincia di Piura, in Perù. Si trova nella regione di Piura e si estende su una superficie di 197,65 chilometri quadrati.

Istituito il 19 febbraio 1965, ha per capitale la città di Cucungara; nel censimento 2005 contava 16.545 abitanti.